# Tiantai-Tempel
Der Tiantai-Tempel (chinesisch 天台庵, Pinyin Tiāntāi ān, englisch Tiantai Temple) ist ein buddhistischer Tempel im Dorf Wangqu (王曲村) im Norden des Kreises Pingshun der bezirksfreien Stadt Changzhi in der chinesischen Provinz Shanxi. Er wurde in der Zeit der Tang-Dynastie erbaut.
Der Tempel steht seit 1988 auf der Liste der Denkmäler der Volksrepublik China (3-107).
Koordinaten: 36° 22′ 59,7″ N, 113° 23′ 54,3″ O